# NGC 7744
NGC 7744 (другие обозначения — IC 5348, PGC 72300, ESO 292-17, MCG -7-48-17, AM 2342-431) — галактика в созвездии Феникс.
Этот объект входит в число перечисленных в оригинальной редакции «Нового общего каталога».